# Włoska Federacja Anarchistyczna
Włoska Federacja Anarchistyczna, wł. Federazione Anarchica Italiana, FAI – działająca na terenie Włoch federacja autonomicznych grup anarchistycznych, istniejąca od 1945. Należy do Międzynarodówki Federacji Anarchistycznych.

## Opis
Włoska Federacja Anarchistyczna została założona we wrześniu 1945 w Carrara. Przyjęła wówczas Pakt stowarzyszeniowy i Program anarchistyczny opracowany przez Errico Malatestę. Postanowiono o założenia tygodnika Umanità Nova, który miał być kontynuacją przedwojennej gazety o tej samej nazwie.
Zarówno grupy, jak i osoby indywidualne mogą dołączyć do organizacji. Okresowo odbywają się konferencje i konwencje w celu określenia politycznych wyborów federacji i powołania komisji roboczych. Zadanie koordynowania relacji między członkami powierzone jest komisji korespondencyjnej. Lokalne grupy i federacje FAI są obecne w różnych włoskich miastach (m.in. w Rzymie, Mediolanie, Livorno, Turynie, Savonie, Palermo, Rimini czy Spezzano Albanese).